# Ribeirão da Capivara
O ribeirão da Capivara é um curso de água que banha a Zona da Mata do estado de Minas Gerais. É um afluente da margem esquerda do rio Pomba e, portanto, um subafluente do rio Paraíba do Sul. Apresenta 16 km de extensão e drena uma área de 152 km².
As nascentes que formam o ribeirão da Capivara localizam-se no município de Palma, das quais a de maior altitude é a do córrego Pedra Branca (440 metros). Em seu percurso, atravessa a zona urbana de Palma. No mesmo município, tem sua foz no rio Pomba próximo ao distrito de Cisneiros.